# Fifteen-Love
Fifteen-Love es una miniserie británica compuesta por seis episodios. Creada por Hania Elkington y producida por World Productions, contó con las actuaciones de Ella Lily Hyland y Aidan Turner. Tuvo su estreno en la plataforma Prime Video el 21 de julio de 2023 y cosechó buenas críticas de la prensa especializada.

## Sinopsis
La trama sigue a Justine, una jugadora profesional de tenis que realiza una grave acusación de abuso sexual contra su antiguo entrenador, con quien llegó a disputar una semifinal del torneo de Roland Garros. Cinco años después de haber sufrido una lesión que la alejó de las canchas, ella inicia una relación con la publicista deportiva Mikki, mientras su exentrenador continúa trabajando con una nueva promesa del tenis.

## Reparto
- Ella Lily Hyland es Justine Pearce
- Aidan Turner es Glenn Lapthorn
- Harmony Rose-Bremner es Renee Okoye
- Tom Varey es Steve O'Callaghan
- Lorenzo Richelmy es Gianluca Barzaghi
- Manon Azem es Khalida Lapthorn
- Jessica Darrow es Mikki Easton

Fuente:

## Producción
En mayo de 2022 se anunció que la plataforma de streaming Prime Video había aprobado la producción de Fifteen-Love, una miniserie creada por Hania Elkington, quien también se desempeñó como guionista y productora ejecutiva. La dirección de los primeros tres episodios estuvo a cargo de Eva Riley, mientras que los tres restantes fueron dirigidos por Toby MacDonald. Natasha Romaniuk se desempeñó como productora.
Respecto al tema central del seriado, Elkington declaró: «Escribir este drama ha sido revelador. Espero que Fifteen-Love tenga el mismo efecto en la audiencia y pueda sumarse como una contribución valiosa a esta historia urgente y emergente».
En agosto del mismo año se confirmó que Aidan Turner y Ella Lily Hyland protagonizarían la serie. El reparto se completó con Anna Chancellor, Jessica Darrow, Tom Varey, Lorenzo Richelmy, Manon Azem, Elizabeth Berrington, Amar Chadha-Patel, Steffan Rhodri, Maria Margarida Almeida y Harmony Rose-Bremner.

## Rodaje y estreno
Para las escenas que involucraban partidos de tenis, Hyland recibió entrenamiento especializado, con el apoyo de la extenista profesional Naomi Cavaday, quien también colaboró en el set como asesora técnica.
El rodaje se llevó a cabo en St Albans, en el condado de Hertfordshire. Las escenas ambientadas en la ficticia Academia Longwood fueron filmadas en la Tring Park School for the Performing Arts, mientras que las secuencias del torneo de Grand Slam se realizaron en Edimburgo y en Eastbourne.
Fifteen-Love fue estrenada en Prime Video el 21 de julio de 2023.

## Recepción
En el portal especializado en reseñas Rotten Tomatoes, la serie tiene un 60% de aprobación basada en 10 reseñas. En Metacritic tiene un puntaje de 72, lo que indica reseñas generalmente favorables. Lucy Mangan de The Guardian elogió la labor del reparto al afirmar que «la actuación en este drama impecablemente tenso es absolutamente fascinante». Para Margaret Lyons de The New York Times, Hyland es el punto alto de la serie: «La interpretación de Hyland es hipnótica pero realista, y muestra cómo, en ciertos aspectos, Justine maduró demasiado rápido, mientras que en otros aún no ha crecido del todo. Está llena de ira y puede ser autodestructiva, y la serie alcanza algunos de sus mejores momentos en las escenas de confrontación».
Kayla Kumari Upadhyaya del portal Autostraddle también destacó la intrincada personalidad del personaje de Justine al revelar su identidad queer, afirmando que «añade una capa adicional de complejidad a la forma en que es percibida por los demás». En una crítica menos entusiasta, Pat Stacey de Irish Independent manifestó que «la sensacional interpretación de la actriz de Carlow Ella Lily Hyland no es suficiente para rescatar este melodrama imperfecto».